# Winkellagegeber
Winkellagegeber sind Sensoren zum Erfassen eines Drehwinkels oder seiner Änderung an einer Welle relativ zu einem feststehenden Teil.

## Modelle
- analoge, absolut messende Erfassung
  - Resolver (elektromagnetisches Verfahren)
  - Kurzschlussringgeber (für Winkel bis 60°)
  - RVDT, Variante des Differentialtransformators
  - Potentiometergeber (veränderlicher Widerstand)
- digitale Erfassung
  - Drehgeber
    - Inkrementalgeber (relative Winkellage)
    - Absolutwertgeber (absolute Winkellage)

  - Kodierer.